# フランク・ラザフォード
フランク・ラザフォード（Frank Rutherford、1964年11月23日 - ）は、バハマの陸上競技選手。1992年バルセロナオリンピックの銅メダリスト。バハマ初のオリンピックメダリストである。

## 経歴
ラザフォードは、ヒューストン大学で経済学、コンピュータサイエンスを学びながら陸上選手としても活躍。全米大学選手権の三段跳で3度の優勝を果たす。
ラザフォードは、1987年の世界室内陸上の三段跳で銅メダルを獲得。その後、3度のオリンピックに出場。1992年バルセロナオリンピックでは17m36で銅メダルを獲得。バハマの選手として初めてオリンピックでメダルを獲得した選手となった。彼の自己ベスト17m41のバハマ記録は後に後輩選手によって破られたものの、世界大会のレベルで初めての表彰台と初のオリンピックのメダル獲得と、現在の世界の陸上界で隆盛するバハマの地位の基礎を築いた選手として、バハマの陸上競技の父とみなされている。
ラザフォードはその後、若いバハマのスポーツ選手に、アメリカの大学でバスケットボールやアメリカンフットボールを行える環境を与える基金の運営をはじめる。彼の目的は、才能があるにもかかわらず競技する機会のない若者にその機会を与え、優秀な選手に育てることで奨学金を得、大学教育を受けさせるというものである。これまでに60人以上のバハマの若者をこのプログラムで大学へ送り出しており、一部の選手はNFLチームへの入団も果たしている。
ラザフォードは、勤勉で非常に優秀な人物として評価が高く、2003年には陸上競技における功績で、大英帝国勲章を受章している。

## 自己ベスト
- 三段跳 - 17m41 (1992年)

## 主な実績
| 年   | 大会                   | 場所                               | 種目   | 結果 | 記録  |
| ---- | ---------------------- | ---------------------------------- | ------ | ---- | ----- |
| 1987 | 世界室内陸上選手権     | インディアナポリス(アメリカ合衆国) | 三段跳 | 3位  | 17m02 |
| 1987 | パンアメリカン競技大会 | インディアナポリス(アメリカ合衆国) | 三段跳 | 3位  | 16m68 |
| 1992 | オリンピック           | バルセロナ(スペイン)               | 三段跳 | 3位  | 17m36 |
| 1992 | IAAFワールドカップ     | ハバナ(キューバ)                   | 三段跳 | 2位  | 17m06 |